# Elezioni comunali in Piemonte del 1993
Il 6 giugno 1993 (con ballottaggio il 20 giugno) e il 21 novembre (con ballottaggio il 5 dicembre) in Piemonte si tennero le elezioni per il rinnovo di numerosi consigli comunali. 

## Riepilogo Sindaci Eletti
| Provincia            | Comune      | Sindaco uscente | Sindaco uscente             | Sindaco eletto | Sindaco eletto           | Primo turno | Primo turno                 | Secondo turno | Secondo turno | Seggi   |         |       |         |
| -------------------- | ----------- | --------------- | --------------------------- | -------------- | ------------------------ | ----------- | --------------------------- | ------------- | ------------- | ------- | ------- | ----- | ------- |
| Provincia            | Comune      | Torino          | Torino                      |                | Riccardo Malpica (CP)    |             | Valentino Castellani (Ind.) | 122.423       | 20,33         | Seggi   | 280.092 | 57,32 | 30 / 50 |
| Cirié                |             | Torino          | Aldo Buratto (DC)           |                | Ezio Genisio (LN)        | 3.227       | 26,54                       | 5.625         | 55,87         | 12 / 20 |         |       |         |
| Chivasso             |             | Torino          | Pier Fortunato Stabile (CP) |                | Francesco Lacelli (PDS)  | 4.418       | 26,60                       | 7.581         | 53,38         | 12 / 20 |         |       |         |
| Grugliasco           |             | Torino          | Lorenzo Circosta (CP)       |                | Domenico Bernardi (PDS)  | 7.706       | 28,26                       | 14.518        | 64,26         | 18 / 30 |         |       |         |
| Moncalieri           |             | Torino          | Elio Giannuzzi (CP)         |                | Carlo Novarino (PDS)     | 11.831      | 29,48                       | 18.338        | 50,96         | 18 / 30 |         |       |         |
| Rivalta di Torino    |             | Torino          | Giovanni Gamba (CP)         |                | Nicola De Ruggiero (PDS) | 3.416       | 31,49                       | 5.794         | 57,45         | 12 / 20 |         |       |         |
| Alessandria          | Alessandria |                 | Gian Luca Veronesi (PSI)    |                | Francesca Calvo (LN)     | 21.262      | 33,52                       | 30.797        | 53,23         | 24 / 40 |         |       |         |
| Alessandria          | Acqui Terme |                 | Paolo Mongini (CP)          |                | Bernardino Bosio (LN)    | 5.050       | 35,66                       | 8.024         | 59,31         | 12 / 20 |         |       |         |
| Novara               | Novara      |                 | Antonio Malerba (PSI)       |                | Sergio Merusi (LN)       | 17.684      | 25,73                       | 31.392        | 51,62         | 24 / 40 |         |       |         |
| Vercelli             | Vercelli    |                 | Fulvio Bodo (PSI)           |                | Mietta Baracchi (LN)     | 9.100       | 26,16                       | 16.962        | 56,62         | 24 / 40 |         |       |         |
| Verbano-Cusio-Ossola | Domodossola |                 | Attilio Giucastro (CP)      |                | Ettore Angius (LN)       | 4.914       | 37,88                       | 6.074         | 50,81         | 12 / 20 |         |       |         |

## Elezioni del giugno 1993

### Provincia di Torino

#### Torino
| Candidati                      | Candidati                               | II turno                                | II turno                                | I turno | I turno | Liste                                                                                             | Voti    | %     | Seggi |
| Candidati                      | Candidati                               | Voti                                    | %                                       | Voti    | %       | Liste                                                                                             | Voti    | %     | Seggi |
| ------------------------------ | --------------------------------------- | --------------------------------------- | --------------------------------------- | ------- | ------- | ------------------------------------------------------------------------------------------------- | ------- | ----- | ----- |
|                                | Valentino Castellani ✔️ Sindaco         | 280 092                                 | 57,32                                   | 122 423 | 20,33   | Partito Democratico della Sinistra                                                                | 41 553  | 9,53  | 14    |
| Alleanza per Torino            | Valentino Castellani ✔️ Sindaco         | 280 092                                 | 57,32                                   | 122 423 | 20,33   | 31 366                                                                                            | 7,20    | 10    |       |
| Federazione dei Verdi          | Valentino Castellani ✔️ Sindaco         | 280 092                                 | 57,32                                   | 122 423 | 20,33   | 18 034                                                                                            | 4,14    | 6     |       |
|                                | Diego Novelli                           | 208 596                                 | 42,68                                   | 217 506 | 36,12   | Rifondazione Comunista                                                                            | 63 842  | 14,65 | 4     |
| La Rete                        | Diego Novelli                           | 208 596                                 | 42,68                                   | 217 506 | 36,12   | 30 890                                                                                            | 7,09    | 2     |       |
| Alleanza Verde per Torino      | Diego Novelli                           | 208 596                                 | 42,68                                   | 217 506 | 36,12   | 15 034                                                                                            | 3,45    | 1     |       |
| Partito Pensionati             | Diego Novelli                           | 208 596                                 | 42,68                                   | 217 506 | 36,12   | 5 890                                                                                             | 1,35    | –     |       |
| Seggio di coalizione           | Seggio di coalizione                    | Seggio di coalizione                    | 42,68                                   | 217 506 | 36,12   | 1                                                                                                 |         |       |       |
|                                | Domenico Comino                         | Domenico Comino                         | Domenico Comino                         | 117 410 | 19,50   | Lega Nord                                                                                         | 102 045 | 23,41 | 6     |
| Seggio di coalizione           | Seggio di coalizione                    | Seggio di coalizione                    | Domenico Comino                         | 117 410 | 19,50   | 1                                                                                                 |         |       |       |
|                                | Giovanni Zanetti                        | Giovanni Zanetti                        | Giovanni Zanetti                        | 79 050  | 13,13   | Democrazia Cristiana                                                                              | 54 230  | 12,44 | 3     |
| Torino Liberale                | Giovanni Zanetti                        | Giovanni Zanetti                        | Giovanni Zanetti                        | 79 050  | 13,13   | 11 697                                                                                            | 2,68    | –     |       |
| Seggio di coalizione           | Seggio di coalizione                    | Seggio di coalizione                    | Giovanni Zanetti                        | 79 050  | 13,13   | 1                                                                                                 |         |       |       |
|                                | Ugo Martinat                            | Ugo Martinat                            | Ugo Martinat                            | 27 798  | 4,62    | Movimento Sociale Italiano-Destra Nazionale                                                       | 25 555  | 5,86  | –     |
| Seggio di coalizione           | Seggio di coalizione                    | Seggio di coalizione                    | Ugo Martinat                            | 27 798  | 4,62    | 1                                                                                                 |         |       |       |
|                                | Maurizio Lupi                           | Maurizio Lupi                           | Maurizio Lupi                           | 11 413  | 1,90    | Lega Vento del Nord                                                                               | 4 222   | 0,97  | –     |
| Verdi Verdi                    | Maurizio Lupi                           | Maurizio Lupi                           | Maurizio Lupi                           | 11 413  | 1,90    | 3 196                                                                                             | 0,73    | –     |       |
| W le donne - Lista delle Donne | Maurizio Lupi                           | Maurizio Lupi                           | Maurizio Lupi                           | 11 413  | 1,90    | 1 075                                                                                             | 0,25    | –     |       |
| Pensionati Uniti               | Maurizio Lupi                           | Maurizio Lupi                           | Maurizio Lupi                           | 11 413  | 1,90    | 760                                                                                               | 0,17    | –     |       |
|                                | Marziano Marzano                        | Marziano Marzano                        | Marziano Marzano                        | 10 460  | 1,74    | Unità Socialista per Torino (Partito Socialista Italiano-Partito Socialista Democratico Italiano) | 11 676  | 2,68  | –     |
|                                | Claudio Pioli                           | Claudio Pioli                           | Claudio Pioli                           | 10 131  | 1,68    | Lega per Torino                                                                                   | 9 232   | 2,12  | –     |
|                                | Giuseppe Giacomo Zingaro                | Giuseppe Giacomo Zingaro                | Giuseppe Giacomo Zingaro                | 3 440   | 0,57    | Lega Pensionati Insieme                                                                           | 3 131   | 0,72  | –     |
|                                | Roberto Vittucci Righini di Sant'Albino | Roberto Vittucci Righini di Sant'Albino | Roberto Vittucci Righini di Sant'Albino | 2 570   | 0,43    | Alleanza Nazionale Monarchica                                                                     | 2 387   | 0,55  | –     |
| Totale                         | Totale                                  | 488 688                                 | 100                                     | 602 201 | 100     |                                                                                                   | 435 815 | 100   | 50    |
|                                |                                         |                                         |                                         |         |         |                                                                                                   |         |       |       |
| Fonte: Ministero dell'interno  |                                         |                                         |                                         |         |         |                                                                                                   |         |       |       |

#### Cirié
| Candidati                            | Candidati                       | II turno                        | II turno                        | I turno | I turno | Liste                                                                                         | Voti   | %     | Seggi |
| Candidati                            | Candidati                       | Voti                            | %                               | Voti    | %       | Liste                                                                                         | Voti   | %     | Seggi |
| ------------------------------------ | ------------------------------- | ------------------------------- | ------------------------------- | ------- | ------- | --------------------------------------------------------------------------------------------- | ------ | ----- | ----- |
|                                      | Ezio Genisio ✔️ Sindaco         | 5 625                           | 55,87                           | 3 227   | 26,54   | Lega Nord                                                                                     | 3 066  | 26,43 | 12    |
|                                      | Aldo Buratto                    | 4 443                           | 44,13                           | 3 380   | 27,80   | Democrazia Cristiana                                                                          | 3 309  | 28,52 | 3     |
| Seggio di coalizione                 | Seggio di coalizione            | Seggio di coalizione            | 44,13                           | 3 380   | 27,80   | 1                                                                                             |        |       |       |
|                                      | Maria Margherita Peroglio Carus | Maria Margherita Peroglio Carus | Maria Margherita Peroglio Carus | 1 778   | 14,62   | Partito Democratico della Sinistra                                                            | 1 695  | 14,61 | 1     |
| Seggio di coalizione                 | Seggio di coalizione            | Seggio di coalizione            | Maria Margherita Peroglio Carus | 1 778   | 14,62   | 1                                                                                             |        |       |       |
|                                      | Pasquale Cavaliere              | Pasquale Cavaliere              | Pasquale Cavaliere              | 1 540   | 12,66   | Federazione dei Verdi                                                                         | 699    | 6,03  | –     |
| Partito della Rifondazione Comunista | Pasquale Cavaliere              | Pasquale Cavaliere              | Pasquale Cavaliere              | 1 540   | 12,66   | 501                                                                                           | 4,32   | –     |       |
| Partito Pensionati                   | Pasquale Cavaliere              | Pasquale Cavaliere              | Pasquale Cavaliere              | 1 540   | 12,66   | 46                                                                                            | 0,40   | –     |       |
| Seggio di coalizione                 | Seggio di coalizione            | Seggio di coalizione            | Pasquale Cavaliere              | 1 540   | 12,66   | 1                                                                                             |        |       |       |
|                                      | Achille Judica Cordiglia        | Achille Judica Cordiglia        | Achille Judica Cordiglia        | 859     | 7,06    | Alleanza per Ciriè                                                                            | 878    | 7,57  | –     |
| Seggio di coalizione                 | Seggio di coalizione            | Seggio di coalizione            | Achille Judica Cordiglia        | 859     | 7,06    | 1                                                                                             |        |       |       |
|                                      | Diego Caltagirone               | Diego Caltagirone               | Diego Caltagirone               | 801     | 6,59    | Rinnovamento Socialista (Partito Socialista Italiano-Partito Socialista Democratico Italiano) | 805    | 6,94  | –     |
|                                      | Mariangela Brunero              | Mariangela Brunero              | Mariangela Brunero              | 575     | 4,73    | Cittadini Indipendenti                                                                        | 602    | 5,19  | –     |
| Totale                               | Totale                          | 10 068                          | 100                             | 12 160  | 100     |                                                                                               | 11 601 | 100   | 20    |
|                                      |                                 |                                 |                                 |         |         |                                                                                               |        |       |       |
| Fonte: Ministero dell'interno        |                                 |                                 |                                 |         |         |                                                                                               |        |       |       |

### Provincia di Novara

#### Novara
| Candidati                     | Candidati                | II turno             | II turno        | I turno | I turno | Liste                                         | Voti   | %     | Seggi |
| Candidati                     | Candidati                | Voti                 | %               | Voti    | %       | Liste                                         | Voti   | %     | Seggi |
| ----------------------------- | ------------------------ | -------------------- | --------------- | ------- | ------- | --------------------------------------------- | ------ | ----- | ----- |
|                               | Sergio Merusi ✔️ Sindaco | 31 392               | 51,62           | 17 684  | 25,73   | Lega Nord                                     | 15 232 | 26,74 | 24    |
|                               | Fernando Cardinali       | 29 426               | 48,38           | 22 375  | 32,56   | Partito Democratico della Sinistra            | 6 044  | 10,61 | 2     |
| Alleanza Democratica          | Fernando Cardinali       | 29 426               | 48,38           | 22 375  | 32,56   | 5 427                                         | 9,53   | 2     |       |
| Federazione dei Verdi         | Fernando Cardinali       | 29 426               | 48,38           | 22 375  | 32,56   | 3 079                                         | 5,41   | 1     |       |
| Rifondazione Comunista        | Fernando Cardinali       | 29 426               | 48,38           | 22 375  | 32,56   | 2 470                                         | 4,34   | 1     |       |
| La Rete                       | Fernando Cardinali       | 29 426               | 48,38           | 22 375  | 32,56   | 1 135                                         | 1,99   | –     |       |
| Seggio di coalizione          | Seggio di coalizione     | Seggio di coalizione | 48,38           | 22 375  | 32,56   | 1                                             |        |       |       |
|                               | Edoardo Ferlito          | Edoardo Ferlito      | Edoardo Ferlito | 12 936  | 18,82   | Democrazia Cristiana                          | 9 990  | 17,54 | 3     |
| Noi Cittadini                 | Edoardo Ferlito          | Edoardo Ferlito      | Edoardo Ferlito | 12 936  | 18,82   | 2 708                                         | 4,75   | 1     |       |
| Seggio di coalizione          | Seggio di coalizione     | Seggio di coalizione | Edoardo Ferlito | 12 936  | 18,82   | 1                                             |        |       |       |
|                               | Antonio Malerba          | Antonio Malerba      | Antonio Malerba | 12 429  | 18,09   | Socialismo Novarese                           | 5 064  | 8,89  | 1     |
| Lista Civica                  | Antonio Malerba          | Antonio Malerba      | Antonio Malerba | 12 429  | 18,09   | 3 023                                         | 5,31   | 1     |       |
| Seggio di coalizione          | Seggio di coalizione     | Seggio di coalizione | Antonio Malerba | 12 429  | 18,09   | 1                                             |        |       |       |
|                               | Gianni Mancuso           | Gianni Mancuso       | Gianni Mancuso  | 3 300   | 4,80    | Movimento Sociale Italiano - Destra Nazionale | 2 785  | 4,89  | –     |
| Seggio di coalizione          | Seggio di coalizione     | Seggio di coalizione | Gianni Mancuso  | 3 300   | 4,80    | 1                                             |        |       |       |
| Totale                        | Totale                   | 60 818               | 100             | 68 724  | 100     |                                               | 56 957 | 100   | 40    |
|                               |                          |                      |                 |         |         |                                               |        |       |       |
| Fonte: Ministero dell'interno |                          |                      |                 |         |         |                                               |        |       |       |

### Provincia di Vercelli

#### Vercelli
| Candidati                     | Candidati                            | II turno             | II turno           | I turno | I turno | Liste                                         | Voti   | %     | Seggi |
| Candidati                     | Candidati                            | Voti                 | %                  | Voti    | %       | Liste                                         | Voti   | %     | Seggi |
| ----------------------------- | ------------------------------------ | -------------------- | ------------------ | ------- | ------- | --------------------------------------------- | ------ | ----- | ----- |
|                               | Mietta Baracchi Bavagnoli ✔️ Sindaca | 16 926               | 56,62              | 9 100   | 26,16   | Lega Nord                                     | 8 863  | 26,96 | 24    |
|                               | Giorgio Giovanni Gaietta             | 12 967               | 43,38              | 4 837   | 13,90   | Partito Democratico della Sinistra            | 4 609  | 14,02 | 3     |
| Seggio di coalizione          | Seggio di coalizione                 | Seggio di coalizione | 43,38              | 4 837   | 13,90   | 1                                             |        |       |       |
|                               | Carla Sala Pollero                   | Carla Sala Pollero   | Carla Sala Pollero | 4 045   | 11,63   | Democratici per Vercelli                      | 3 889  | 11,83 | 2     |
| Seggio di coalizione          | Seggio di coalizione                 | Seggio di coalizione | Carla Sala Pollero | 4 045   | 11,63   | 1                                             |        |       |       |
|                               | Francesco Radaelli                   | Francesco Radaelli   | Francesco Radaelli | 3 396   | 9,76    | Alleanza Popolare-Mani Pulite                 | 3 119  | 9,49  | 1     |
| Seggio di coalizione          | Seggio di coalizione                 | Seggio di coalizione | Francesco Radaelli | 3 396   | 9,76    | 1                                             |        |       |       |
|                               | Dario Roasio                         | Dario Roasio         | Dario Roasio       | 3 238   | 9,31    | Rifondazione Comunista                        | 2 762  | 8,40  | 1     |
| Seggio di coalizione          | Seggio di coalizione                 | Seggio di coalizione | Dario Roasio       | 3 238   | 9,31    | 1                                             |        |       |       |
|                               | Carlo Boggio                         | Carlo Boggio         | Carlo Boggio       | 2 491   | 7,16    | Lista per Vercelli                            | 2 129  | 6,48  | –     |
| Seggio di coalizione          | Seggio di coalizione                 | Seggio di coalizione | Carlo Boggio       | 2 491   | 7,16    | 1                                             |        |       |       |
|                               | Mario Ricciardi                      | Mario Ricciardi      | Mario Ricciardi    | 2 007   | 5,77    | Insieme per la Città                          | 2 149  | 6,54  | –     |
| Seggio di coalizione          | Seggio di coalizione                 | Seggio di coalizione | Mario Ricciardi    | 2 007   | 5,77    | 1                                             |        |       |       |
|                               | Bruno Aquilini                       | Bruno Aquilini       | Bruno Aquilini     | 1 946   | 5,59    | Movimento Sociale Italiano - Destra Nazionale | 1 701  | 5,17  | –     |
| Seggio di coalizione          | Seggio di coalizione                 | Seggio di coalizione | Bruno Aquilini     | 1 946   | 5,59    | 1                                             |        |       |       |
|                               | Gabriele Bagnasco                    | Gabriele Bagnasco    | Gabriele Bagnasco  | 1 552   | 4,46    | Federazione dei Verdi (A)                     | 1 422  | 4,33  | –     |
| Seggio di coalizione          | Seggio di coalizione                 | Seggio di coalizione | Gabriele Bagnasco  | 1 552   | 4,46    | 1                                             |        |       |       |
|                               | Giuseppe Cannata                     | Giuseppe Cannata     | Giuseppe Cannata   | 1 312   | 3,77    | Indipendenti per Vercelli                     | 1 232  | 3,75  | –     |
| Seggio di coalizione          | Seggio di coalizione                 | Seggio di coalizione | Giuseppe Cannata   | 1 312   | 3,77    | 1                                             |        |       |       |
|                               | Riccardo Greppi                      | Riccardo Greppi      | Riccardo Greppi    | 863     | 2,48    | Città Futura                                  | 999    | 3,04  | –     |
| Totale                        | Totale                               | 29 893               | 100                | 34 787  | 100     |                                               | 32 874 | 100   | 40    |
|                               |                                      |                      |                    |         |         |                                               |        |       |       |
| Fonte: Ministero dell'interno |                                      |                      |                    |         |         |                                               |        |       |       |

## Piccoli comuni

### Arquata Scrivia
|                               | Giuseppe Malaspina ✔️ Sindaco | 1 459 | 34,80 | Alleanza Democratica (PDS - PSI)     | 1 459 | 34,80 | 11 |  |  |
|                               | Agostino Ivaldi               | 1 017 | 24,26 | Partito della Rifondazione Comunista | 1 017 | 24,26 | 2  |  |  |
|                               | Ivaldi Agostino               | 1 003 | 23,93 | Lista Mista di Centro (DC - PRI)     | 1 003 | 23,93 | 2  |  |  |
|                               | Juan Castello                 | 713   | 17,01 | Lega Nord                            | 713   | 17,01 | 1  |  |  |
| Totale                        | Totale                        | 4 192 | 100   |                                      | 4 192 | 100   | 16 |  |  |
|                               |                               |       |       |                                      |       |       |    |  |  |
| Schede bianche                | Schede bianche                | 108   | 2,43  |                                      |       |       |    |  |  |
| Schede nulle                  | Schede nulle                  | 257   | 5,78  |                                      |       |       |    |  |  |
| Votanti                       | Votanti                       | 4 449 | 84,79 |                                      |       |       |    |  |  |
| Elettori                      | Elettori                      | 5 247 |       |                                      |       |       |    |  |  |
|                               |                               |       |       |                                      |       |       |    |  |  |
| Fonte: Ministero dell'interno |                               |       |       |                                      |       |       |    |  |  |

## Elezioni del novembre 1993

### Provincia di Torino

#### Chivasso
| Candidati                     | Candidati                    | II turno                  | II turno                  | I turno | I turno | Liste                                         | Voti   | %     | Seggi |
| Candidati                     | Candidati                    | Voti                      | %                         | Voti    | %       | Liste                                         | Voti   | %     | Seggi |
| ----------------------------- | ---------------------------- | ------------------------- | ------------------------- | ------- | ------- | --------------------------------------------- | ------ | ----- | ----- |
|                               | Francesco Lacelli ✔️ Sindaco | 7 581                     | 53,38                     | 4 418   | 26,60   | Partito Democratico della Sinistra            | 1 644  | 11,23 | 5     |
| Rifondazione Comunista        | Francesco Lacelli ✔️ Sindaco | 7 581                     | 53,38                     | 4 418   | 26,60   | 1 141                                         | 7,80   | 3     |       |
| Federazione dei Verdi         | Francesco Lacelli ✔️ Sindaco | 7 581                     | 53,38                     | 4 418   | 26,60   | 874                                           | 5,97   | 3     |       |
| La Rete                       | Francesco Lacelli ✔️ Sindaco | 7 581                     | 53,38                     | 4 418   | 26,60   | 291                                           | 1,99   | 1     |       |
|                               | Renato Cambursano            | 6 621                     | 46,62                     | 4 834   | 29,10   | Insieme per Chivasso                          | 2 306  | 15,76 | 2     |
| Socialisti Europei            | Renato Cambursano            | 6 621                     | 46,62                     | 4 834   | 29,10   | 1 074                                         | 7,34   | –     |       |
| Risveglio Cittadino           | Renato Cambursano            | 6 621                     | 46,62                     | 4 834   | 29,10   | 471                                           | 3,22   | –     |       |
| Seggio di coalizione          | Seggio di coalizione         | Seggio di coalizione      | 46,62                     | 4 834   | 29,10   | 1                                             |        |       |       |
|                               | Matteo Gioacchino Rigasio    | Matteo Gioacchino Rigasio | Matteo Gioacchino Rigasio | 3 343   | 20,13   | Lega Nord                                     | 2 993  | 20,45 | 2     |
| Seggio di coalizione          | Seggio di coalizione         | Seggio di coalizione      | Matteo Gioacchino Rigasio | 3 343   | 20,13   | 1                                             |        |       |       |
|                               | Francesco Mauro              | Francesco Mauro           | Francesco Mauro           | 1 803   | 10,85   | Alleanza per Chivasso                         | 1 895  | 12,95 | –     |
| Seggio di coalizione          | Seggio di coalizione         | Seggio di coalizione      | Francesco Mauro           | 1 803   | 10,85   | 1                                             |        |       |       |
|                               | Gianfranco Pipino            | Gianfranco Pipino         | Gianfranco Pipino         | 1 512   | 9,10    | Chivasso Cambia                               | 1 231  | 8,41  | –     |
| Seggio di coalizione          | Seggio di coalizione         | Seggio di coalizione      | Gianfranco Pipino         | 1 512   | 9,10    | 1                                             |        |       |       |
|                               | Valmore Braghin              | Valmore Braghin           | Valmore Braghin           | 701     | 4,22    | Movimento Sociale Italiano - Destra Nazionale | 715    | 4,89  | –     |
| Totale                        | Totale                       | 14 202                    | 100                       | 16 611  | 100     |                                               | 14 635 | 100   | 20    |
|                               |                              |                           |                           |         |         |                                               |        |       |       |
| Fonte: Ministero dell'interno |                              |                           |                           |         |         |                                               |        |       |       |

#### Grugliasco
| Candidati                     | Candidati                    | II turno             | II turno            | I turno | I turno | Liste                                         | Voti   | %     | Seggi |
| Candidati                     | Candidati                    | Voti                 | %                   | Voti    | %       | Liste                                         | Voti   | %     | Seggi |
| ----------------------------- | ---------------------------- | -------------------- | ------------------- | ------- | ------- | --------------------------------------------- | ------ | ----- | ----- |
|                               | Domenico Bernardi ✔️ Sindaco | 14 518               | 64,26               | 7 706   | 28,26   | Partito Democratico della Sinistra            | 5 116  | 20,82 | 14    |
| Insieme per Grugliasco        | Domenico Bernardi ✔️ Sindaco | 14 518               | 64,26               | 7 706   | 28,26   | 1 434                                         | 5,83   | 3     |       |
| Partito Pensionati            | Domenico Bernardi ✔️ Sindaco | 14 518               | 64,26               | 7 706   | 28,26   | 429                                           | 1,75   | 1     |       |
|                               | Maria Michelina Grosso       | 8 075                | 35,74               | 4 521   | 16,58   | Lega Nord                                     | 4 142  | 16,85 | 2     |
| Seggio di coalizione          | Seggio di coalizione         | Seggio di coalizione | 35,74               | 4 521   | 16,58   | 1                                             |        |       |       |
|                               | Mariano Turigliatto          | Mariano Turigliatto  | Mariano Turigliatto | 4 305   | 15,79   | Federazione dei Verdi                         | 1 516  | 6,17  | 1     |
| Obiettivo Grugliasco          | Mariano Turigliatto          | Mariano Turigliatto  | Mariano Turigliatto | 4 305   | 15,79   | 1 130                                         | 4,60   | 1     |       |
| La Rete                       | Mariano Turigliatto          | Mariano Turigliatto  | Mariano Turigliatto | 4 305   | 15,79   | 781                                           | 3,18   | –     |       |
| Seggio di coalizione          | Seggio di coalizione         | Seggio di coalizione | Mariano Turigliatto | 4 305   | 15,79   | 1                                             |        |       |       |
|                               | Marco Lo Bue                 | Marco Lo Bue         | Marco Lo Bue        | 3 984   | 14,61   | Circolo Rosselli                              | 1 726  | 7,02  | 1     |
| Alleanza Democratica (A)      | Marco Lo Bue                 | Marco Lo Bue         | Marco Lo Bue        | 3 984   | 14,61   | 1 552                                         | 6,32   | –     |       |
| Seggio di coalizione          | Seggio di coalizione         | Seggio di coalizione | Marco Lo Bue        | 3 984   | 14,61   | 1                                             |        |       |       |
|                               | Eugenio Lopedote             | Eugenio Lopedote     | Eugenio Lopedote    | 2 153   | 7,90    | Democrazia Cristiana                          | 2 238  | 9,11  | 1     |
| Seggio di coalizione          | Seggio di coalizione         | Seggio di coalizione | Eugenio Lopedote    | 2 153   | 7,90    | 1                                             |        |       |       |
|                               | Paolo Bonino                 | Paolo Bonino         | Paolo Bonino        | 1 972   | 7,23    | Rifondazione Comunista                        | 1 914  | 7,79  | –     |
| Seggio di coalizione          | Seggio di coalizione         | Seggio di coalizione | Paolo Bonino        | 1 972   | 7,23    | 1                                             |        |       |       |
|                               | Giuseppe Facchini            | Giuseppe Facchini    | Giuseppe Facchini   | 1 417   | 5,20    | Alleanza Riformisti                           | 1 507  | 6,13  | –     |
| Seggio di coalizione          | Seggio di coalizione         | Seggio di coalizione | Giuseppe Facchini   | 1 417   | 5,20    | 1                                             |        |       |       |
|                               | Massimiliano Mammi           | Massimiliano Mammi   | Massimiliano Mammi  | 1 211   | 4,44    | Movimento Sociale Italiano - Destra Nazionale | 1 091  | 4,44  | –     |
| Totale                        | Totale                       | 22 593               | 100                 | 27 269  | 100     |                                               | 24 576 | 100   | 30    |
|                               |                              |                      |                     |         |         |                                               |        |       |       |
| Fonte: Ministero dell'interno |                              |                      |                     |         |         |                                               |        |       |       |

#### Moncalieri
| Candidati                     | Candidati                 | II turno              | II turno              | I turno | I turno | Liste                                         | Voti   | %     | Seggi |
| Candidati                     | Candidati                 | Voti                  | %                     | Voti    | %       | Liste                                         | Voti   | %     | Seggi |
| ----------------------------- | ------------------------- | --------------------- | --------------------- | ------- | ------- | --------------------------------------------- | ------ | ----- | ----- |
|                               | Carlo Novarino ✔️ Sindaco | 18 338                | 50,96                 | 11 831  | 29,48   | Partito Democratico della Sinistra            | 5 167  | 14,12 | 9     |
| Rifondazione Comunista        | Carlo Novarino ✔️ Sindaco | 18 338                | 50,96                 | 11 831  | 29,48   | 2 041                                         | 5,58   | 3     |       |
| Alleanza Democratica          | Carlo Novarino ✔️ Sindaco | 18 338                | 50,96                 | 11 831  | 29,48   | 1 239                                         | 3,39   | 2     |       |
| La Rete                       | Carlo Novarino ✔️ Sindaco | 18 338                | 50,96                 | 11 831  | 29,48   | 1 059                                         | 2,89   | 1     |       |
| Federazione dei Verdi         | Carlo Novarino ✔️ Sindaco | 18 338                | 50,96                 | 11 831  | 29,48   | 689                                           | 1,88   | 1     |       |
|                               | Arturo Calligaro          | 17 646                | 49,04                 | 10 973  | 27,34   | Lega Nord                                     | 10 074 | 27,53 | 4     |
| Seggio di coalizione          | Seggio di coalizione      | Seggio di coalizione  | 49,04                 | 10 973  | 27,34   | 1                                             |        |       |       |
|                               | Giovanni Porcellana       | Giovanni Porcellana   | Giovanni Porcellana   | 6 942   | 17,30   | Partito Popolare                              | 3 429  | 9,37  | 2     |
| Alleanza per Moncalieri       | Giovanni Porcellana       | Giovanni Porcellana   | Giovanni Porcellana   | 6 942   | 17,30   | 1 732                                         | 4,73   | 1     |       |
| Verdi Verdi                   | Giovanni Porcellana       | Giovanni Porcellana   | Giovanni Porcellana   | 6 942   | 17,30   | 1 670                                         | 4,56   | –     |       |
| Seggio di coalizione          | Seggio di coalizione      | Seggio di coalizione  | Giovanni Porcellana   | 6 942   | 17,30   | 1                                             |        |       |       |
|                               | Vincenzo Quattrocchi      | Vincenzo Quattrocchi  | Vincenzo Quattrocchi  | 2 865   | 7,14    | Lista Civica per Moncalieri                   | 2 643  | 7,22  | –     |
| Seggio di coalizione          | Seggio di coalizione      | Seggio di coalizione  | Vincenzo Quattrocchi  | 2 865   | 7,14    | 1                                             |        |       |       |
|                               | Salvatore Scancarello     | Salvatore Scancarello | Salvatore Scancarello | 2 529   | 6,30    | Cattolici Laici Socialisti                    | 2 514  | 6,87  | –     |
| Seggio di coalizione          | Seggio di coalizione      | Seggio di coalizione  | Salvatore Scancarello | 2 529   | 6,30    | 1                                             |        |       |       |
|                               | Giuseppe Osella           | Giuseppe Osella       | Giuseppe Osella       | 2 165   | 5,40    | Movimento Sociale Italiano - Destra Nazionale | 1 887  | 5,16  | –     |
| Seggio di coalizione          | Seggio di coalizione      | Seggio di coalizione  | Giuseppe Osella       | 2 165   | 5,40    | 1                                             |        |       |       |
|                               | Ugolino Micheletti        | Ugolino Micheletti    | Ugolino Micheletti    | 1 812   | 4,52    | Patto Moncalieri (A)                          | 1 521  | 4,16  | –     |
| Seggio di coalizione          | Seggio di coalizione      | Seggio di coalizione  | Ugolino Micheletti    | 1 812   | 4,52    | 1                                             |        |       |       |
|                               | Tommaso Scardicchio       | Tommaso Scardicchio   | Tommaso Scardicchio   | 1 011   | 2,52    | Partito Pensionati                            | 930    | 2,54  | –     |
| Totale                        | Totale                    | 35 984                | 100                   | 40 128  | 100     |                                               | 36 595 | 100   | 30    |
|                               |                           |                       |                       |         |         |                                               |        |       |       |
| Fonte: Ministero dell'interno |                           |                       |                       |         |         |                                               |        |       |       |

#### Rivalta di Torino
| Candidati                     | Candidati                     | II turno             | II turno         | I turno | I turno | Liste                              | Voti   | %     | Seggi |
| Candidati                     | Candidati                     | Voti                 | %                | Voti    | %       | Liste                              | Voti   | %     | Seggi |
| ----------------------------- | ----------------------------- | -------------------- | ---------------- | ------- | ------- | ---------------------------------- | ------ | ----- | ----- |
|                               | Nicola De Ruggiero ✔️ Sindaco | 5 794                | 57,45            | 3 416   | 31,49   | Partito Democratico della Sinistra | 1 733  | 17,09 | 6     |
| Alleanza Democratica          | Nicola De Ruggiero ✔️ Sindaco | 5 794                | 57,45            | 3 416   | 31,49   | 749                                | 7,39   | 3     |       |
| La Rete                       | Nicola De Ruggiero ✔️ Sindaco | 5 794                | 57,45            | 3 416   | 31,49   | 560                                | 5,52   | 2     |       |
|                               | Giuseppe Gagliasso            | 4 292                | 42,55            | 2 660   | 24,52   | Lega Nord                          | 2 579  | 25,43 | 2     |
| Seggio di coalizione          | Seggio di coalizione          | Seggio di coalizione | 42,55            | 2 660   | 24,52   | 1                                  |        |       |       |
|                               | Edoardo Merzari               | Edoardo Merzari      | Edoardo Merzari  | 2 327   | 21,45   | Popolari Uniti                     | 903    | 8,90  | 1     |
| Rinnovamento Socialista       | Edoardo Merzari               | Edoardo Merzari      | Edoardo Merzari  | 2 327   | 21,45   | 587                                | 5,79   | 1     |       |
| Alleanza per Rivalta          | Edoardo Merzari               | Edoardo Merzari      | Edoardo Merzari  | 2 327   | 21,45   | 441                                | 4,35   | –     |       |
| Società Futura (A)            | Edoardo Merzari               | Edoardo Merzari      | Edoardo Merzari  | 2 327   | 21,45   | 339                                | 3,34   | –     |       |
| Seggio di coalizione          | Seggio di coalizione          | Seggio di coalizione | Edoardo Merzari  | 2 327   | 21,45   | 1                                  |        |       |       |
|                               | Massimo Vitaloni              | Massimo Vitaloni     | Massimo Vitaloni | 916     | 8,44    | Amministrare Rivalta               | 840    | 8,28  | –     |
| Seggio di coalizione          | Seggio di coalizione          | Seggio di coalizione | Massimo Vitaloni | 916     | 8,44    | 1                                  |        |       |       |
|                               | Giorgio Droetto               | Giorgio Droetto      | Giorgio Droetto  | 766     | 7,06    | Rifondazione Comunista             | 688    | 6,78  | –     |
| Seggio di coalizione          | Seggio di coalizione          | Seggio di coalizione | Giorgio Droetto  | 766     | 7,06    | 1                                  |        |       |       |
|                               | Angelo Razzano                | Angelo Razzano       | Angelo Razzano   | 764     | 7,04    | Federazione dei Verdi              | 723    | 7,13  | –     |
| Seggio di coalizione          | Seggio di coalizione          | Seggio di coalizione | Angelo Razzano   | 764     | 7,04    | 1                                  |        |       |       |
| Totale                        | Totale                        | 10 086               | 100              | 10 849  | 100     |                                    | 10 142 | 100   | 20    |
|                               |                               |                      |                  |         |         |                                    |        |       |       |
| Fonte: Ministero dell'interno |                               |                      |                  |         |         |                                    |        |       |       |

### Provincia di Alessandria

#### Alessandria
| Candidati                     | Candidati                                        | II turno               | II turno               | I turno | I turno | Liste                                         | Voti   | %     | Seggi |
| Candidati                     | Candidati                                        | Voti                   | %                      | Voti    | %       | Liste                                         | Voti   | %     | Seggi |
| ----------------------------- | ------------------------------------------------ | ---------------------- | ---------------------- | ------- | ------- | --------------------------------------------- | ------ | ----- | ----- |
|                               | Francesca Giovanna Calvo Buzzi Langhi ✔️ Sindaca | 30 797                 | 53,23                  | 21 262  | 33,52   | Lega Nord                                     | 19 268 | 33,25 | 24    |
|                               | Andrea Ferrari                                   | 27 062                 | 46,77                  | 18 659  | 29,41   | Partito Democratico della Sinistra            | 10 367 | 17,89 | 5     |
| Alleanza per Alessandria      | Andrea Ferrari                                   | 27 062                 | 46,77                  | 18 659  | 29,41   | 3 121                                         | 5,39   | 1     |       |
| Federazione dei Verdi         | Andrea Ferrari                                   | 27 062                 | 46,77                  | 18 659  | 29,41   | 2 191                                         | 3,78   | 1     |       |
| Seggio di coalizione          | Seggio di coalizione                             | Seggio di coalizione   | 46,77                  | 18 659  | 29,41   | 1                                             |        |       |       |
|                               | Angelo Faggini Migotto                           | Angelo Faggini Migotto | Angelo Faggini Migotto | 10 814  | 17,05   | Democrazia Cristiana                          | 4 916  | 8,48  | 2     |
| Laici Socialisti Verdi        | Angelo Faggini Migotto                           | Angelo Faggini Migotto | Angelo Faggini Migotto | 10 814  | 17,05   | 4 352                                         | 7,51   | 1     |       |
| Alessandria Progressista      | Angelo Faggini Migotto                           | Angelo Faggini Migotto | Angelo Faggini Migotto | 10 814  | 17,05   | 2 278                                         | 3,93   | 1     |       |
| Seggio di coalizione          | Seggio di coalizione                             | Seggio di coalizione   | Angelo Faggini Migotto | 10 814  | 17,05   | 1                                             |        |       |       |
|                               | Carlo Vergagni                                   | Carlo Vergagni         | Carlo Vergagni         | 3 968   | 6,26    | Nuova Proposta                                | 3 668  | 6,33  | –     |
| Seggio di coalizione          | Seggio di coalizione                             | Seggio di coalizione   | Carlo Vergagni         | 3 968   | 6,26    | 1                                             |        |       |       |
|                               | Dario Gemma                                      | Dario Gemma            | Dario Gemma            | 3 675   | 5,79    | Rifondazione Comunista                        | 3 583  | 6,18  | –     |
| Seggio di coalizione          | Seggio di coalizione                             | Seggio di coalizione   | Dario Gemma            | 3 675   | 5,79    | 1                                             |        |       |       |
|                               | Aldo Rovito                                      | Aldo Rovito            | Aldo Rovito            | 3 528   | 5,56    | Movimento Sociale Italiano - Destra Nazionale | 2 671  | 4,61  | –     |
| Seggio di coalizione          | Seggio di coalizione                             | Seggio di coalizione   | Aldo Rovito            | 3 528   | 5,56    | 1                                             |        |       |       |
|                               | Giampaolo Oddenino                               | Giampaolo Oddenino     | Giampaolo Oddenino     | 1 529   | 2,41    | Unione di Centro                              | 1 532  | 2,64  | –     |
| Totale                        | Totale                                           | 57 859                 | 100                    | 63 435  | 100     |                                               | 57 947 | 100   | 40    |
|                               |                                                  |                        |                        |         |         |                                               |        |       |       |
| Fonte: Ministero dell'interno |                                                  |                        |                        |         |         |                                               |        |       |       |

#### Acqui Terme
| Candidati                          | Candidati                            | II turno              | II turno              | I turno | I turno | Liste                                | Voti   | %     | Seggi |
| Candidati                          | Candidati                            | Voti                  | %                     | Voti    | %       | Liste                                | Voti   | %     | Seggi |
| ---------------------------------- | ------------------------------------ | --------------------- | --------------------- | ------- | ------- | ------------------------------------ | ------ | ----- | ----- |
|                                    | Bernardino Giuseppe Bosio ✔️ Sindaco | 8 024                 | 59,31                 | 5 050   | 35,66   | Lega Nord                            | 4 509  | 34,59 | 12    |
|                                    | Augusto Giuseppe Vacchino            | 5 504                 | 40,69                 | 4 908   | 34,66   | Partito della Rifondazione Comunista | 1 354  | 10,39 | 1     |
| Alleanza per Acqui-Patto Segni     | Augusto Giuseppe Vacchino            | 5 504                 | 40,69                 | 4 908   | 34,66   | 1 103                                | 8,46   | 1     |       |
| Partito Democratico della Sinistra | Augusto Giuseppe Vacchino            | 5 504                 | 40,69                 | 4 908   | 34,66   | 881                                  | 6,76   | 1     |       |
| Verdi per Acqui                    | Augusto Giuseppe Vacchino            | 5 504                 | 40,69                 | 4 908   | 34,66   | 726                                  | 5,57   | –     |       |
| La Rete                            | Augusto Giuseppe Vacchino            | 5 504                 | 40,69                 | 4 908   | 34,66   | 399                                  | 3,06   | –     |       |
| Seggio di coalizione               | Seggio di coalizione                 | Seggio di coalizione  | 40,69                 | 4 908   | 34,66   | 1                                    |        |       |       |
|                                    | Sergio Renato Rigardo                | Sergio Renato Rigardo | Sergio Renato Rigardo | 2 942   | 20,78   | Per Far Rifiorire Acqui              | 3 029  | 23,24 | 2     |
| Seggio di coalizione               | Seggio di coalizione                 | Seggio di coalizione  | Sergio Renato Rigardo | 2 942   | 20,78   | 1                                    |        |       |       |
|                                    | Eliana Barabino                      | Eliana Barabino       | Eliana Barabino       | 1 261   | 8,90    | Per Acqui Terme                      | 1 034  | 7,93  | –     |
| Seggio di coalizione               | Seggio di coalizione                 | Seggio di coalizione  | Eliana Barabino       | 1 261   | 8,90    | 1                                    |        |       |       |
| Totale                             | Totale                               | 13 528                | 100                   | 14 161  | 100     |                                      | 13 035 | 100   | 20    |
|                                    |                                      |                       |                       |         |         |                                      |        |       |       |
| Fonte: Ministero dell'interno      |                                      |                       |                       |         |         |                                      |        |       |       |

### Provincia del Verbano-Cusio-Ossola

#### Domodossola
| Candidati                               | Candidati                | II turno             | II turno            | I turno | I turno | Liste                              | Voti   | %     | Seggi |
| Candidati                               | Candidati                | Voti                 | %                   | Voti    | %       | Liste                              | Voti   | %     | Seggi |
| --------------------------------------- | ------------------------ | -------------------- | ------------------- | ------- | ------- | ---------------------------------- | ------ | ----- | ----- |
|                                         | Ettore Angius ✔️ Sindaco | 6 074                | 50,81               | 4 914   | 37,88   | Lega Nord                          | 4 794  | 40,88 | 12    |
|                                         | Paolo Bologna            | 5 881                | 49,19               | 4 416   | 34,05   | Partito Democratico della Sinistra | 2 144  | 18,28 | 3     |
| Rifondazione Comunista                  | Paolo Bologna            | 5 881                | 49,19               | 4 416   | 34,05   | 593                                | 5,06   | 1     |       |
| Alleanza per Domodossola                | Paolo Bologna            | 5 881                | 49,19               | 4 416   | 34,05   | 523                                | 4,46   | –     |       |
| Partito Socialista Democratico Italiano | Paolo Bologna            | 5 881                | 49,19               | 4 416   | 34,05   | 365                                | 3,11   | –     |       |
| Seggio di coalizione                    | Seggio di coalizione     | Seggio di coalizione | 49,19               | 4 416   | 34,05   | 1                                  |        |       |       |
|                                         | Carlo Perazzi            | Carlo Perazzi        | Carlo Perazzi       | 2 207   | 17,01   | Laici e Cattolici per Domodossola  | 1 991  | 16,98 | 1     |
| Seggio di coalizione                    | Seggio di coalizione     | Seggio di coalizione | Carlo Perazzi       | 2 207   | 17,01   | 1                                  |        |       |       |
|                                         | Rocco Cento              | Rocco Cento          | Rocco Cento         | 838     | 6,46    | Sì per Domodossola                 | 761    | 6,49  | –     |
| Seggio di coalizione                    | Seggio di coalizione     | Seggio di coalizione | Rocco Cento         | 838     | 6,46    | 1                                  |        |       |       |
|                                         | Giancarlo Bertolini      | Giancarlo Bertolini  | Giancarlo Bertolini | 388     | 2,99    | Lega Alpina Piemont                | 351    | 2,99  | –     |
|                                         | Angelo Natoli            | Angelo Natoli        | Angelo Natoli       | 208     | 1,60    | Nuovo Partito Popolare             | 205    | 1,75  | –     |
| Totale                                  | Totale                   | 11 955               | 100                 | 12 971  | 100     |                                    | 11 727 | 100   | 20    |
|                                         |                          |                      |                     |         |         |                                    |        |       |       |
| Fonte: Ministero dell'interno           |                          |                      |                     |         |         |                                    |        |       |       |